# Corneliu Omescu
Corneliu Omescu (n. 24 septembrie 1936, Ineu, România – d. 12 mai 2001, București, România) a fost un scriitor român.

## Biografie și carieră
Corneliu Omescu a absolvit  Școala Tehnică de Drumuri și Poduri și Școala Militară de Chimie.
A colaborat la Luceafărul. Corneliu Omescu a debutat cu volumul de schițe Între două trenuri în 1965. Omescu a fost membru al Uniunii Scriitorilor din România din anul 1965.
A debutat în domeniul științifico-fantastic cu povestirea „Răpirea bărbaților” (glumă fantastică) dedicată lui Nicolae Sadovei. „Răpirea bărbaților” a fost publicată în Colecția „Povestiri științifico-fantastice” 443 / 1.05.1973. Au urmat  volumele Întîmplări de necrezut: parodii științifico-fantastice (1975) sau Planeta fără memorie și Jurnalul unei adolescente născută în Cosmos (1978). În Almanah Anticipația 1989 (1988) i-au apărut povestirile „Magma la cuptor” și „Gaură în cer”.

## Premii
Corneliu Omescu a primit premii la concursuri literare organizate de publicații ca: gazeta militară Înainte (1957), revista Luceafărul (1961) sau revista Tribuna (1963).

## Lucrări scrise
- Între două trenuri, Editura pentru Literatură, 1965;[8][1]
- Puștoaica, 1966;[1]
- Adam evadează, 1967;[1]
- Aventurile unui timid, Editura pentru Literatură, 1968;[1][9][10]
- Enigma, 1970;[1]
- Aventurile unui cascador, roman. Ed. Cartea Românească, 1971;[1][11][12]
- Două povești de dragoste, 1973;
- Întîmplări de necrezut: parodii științifico-fantastice, Editura Albatros; colecție de povestiri SF, 1975[13][14]
- Noaptea, printre mașini, 1977;
- Planeta fără memorie sau Jurnalul unei adolescente născută în Cosmos, roman SF, 1978;[4]
- Impas,  1979;
- Toți pentru unul, 1982;
- Clopote sub apă, 1984;
- Povestea unui debut, Editura Eminescu, 1986;[15]
- Moștenirea, 1987;
- Munții nu cad, Editura Militară, 1989[16]